# Болотное (озеро, Карелия)
Болотное — пресноводное озеро на территории Кестеньгского сельского поселения Лоухского района Республики Карелии.

## Общие сведения
Площадь озера — 1,4 км². Располагается на высоте 120,1 метров над уровнем моря.
Форма озера треугольная. Берега изрезанные, каменисто-песчаные, преимущественно заболоченные.
Через озеро течёт река Пето, впадающая в реку Елеть. Последняя впадает в озеро Новое, через которое протекает река Кереть, которая, в свою очередь, впадает в Белое море.
У западной оконечности озера расположен один относительно крупный (по масштабам водоёма) остров без названия.
К востоку от озера проходит лесная дорога.
Код объекта в государственном водном реестре — 02020000711102000002477.